# Noelle Barahona
Noelle Barahona (Santiago, 30 november 1990) is een Chileense alpineskiester. Ze nam viermaal deel aan de Olympische Winterspelen, maar behaalde geen medaille.

## Carrière
Noelle Barahona begon met skiën toen ze slechts 2 jaar oud was. Haar moeder Yasmin Barahona, die een voormalig Chileens kampioene windsurfen is vroeg haar welke sport ze wilde doen en toen de kleine Noelle aangaf dat ze sneeuw wel erg leuk vond, besloot haar moeder dat ze ging skiën. De familie woonde zo'n drie uur van de dichtstbijzijnde ski-aangelegenheid in La Parva en elke ochtend stonden ze om 5 uur op en stonden ze de gehele dag op de latten.
Toen Noelle 10 jaar oud was maakte ze voor het eerst deel uit van een echt skiteam, maar de eerste coaches waarmee ze werkte waren niet bepaald onder de indruk van het jonge meisje. Er was echter één coach die wel in haar geloofde en dat ook uitsprak. Hij beweerde zelfs dat ze de Olympische Spelen zou kunnen halen. Dit was de motivatie die Noelle nodig had en ze trainde harder dan ooit tevoren. Ze stelde zich als doel om actief deel te nemen aan de Olympische Winterspelen 2010 in Vancouver, maar enkele weken voor aanvang van de Olympische Winterspelen 2006 kreeg ze een telefoontje van de Chileense skifederatie dat ze haar koffers kon pakken en dat ze zou worden uitgezonden naar Turijn.
Vier jaar voor op schema kwam de net 15 jaar geworden Noelle Barahona tijdens de wedstrijden in Turijn uit op de combinatie, waar ze dertigste eindigde. Daarmee was ze de jongste actieve sporter op de Spelen in Turijn. Enkele dagen voor het begin van de Spelen had ze slechts drie afdalingen in haar nog jonge leven gemaakt. Haar beste resultaat was een 30e plaats in een wedstrijd om de Zuid-Amerikaanse Skibeker. Haar optreden in Turijn was dan ook voornamelijk gericht op het opdoen van ervaring. Na de Olympische Spelen nam Barahona een jaartje vrijaf om veel tijd door te brengen met haar 1-jaar oude broertje.
Noelle Barahona nam ook in 2010 deel aan de olympische winterspelen. Ze behaalde haar beste resultaat in de supercombinatie waarin ze 28e eindigde.
Barahona's vader Juan Barahona was actief als zeiler tijdens de Olympische Zomerspelen 1984 in Los Angeles en eindigde daar met zijn partner op de 18e plaats.

## Resultaten

### Wereldkampioenschappen
| Jaar | Plaats            | Resultaten                                                          |
| ---- | ----------------- | ------------------------------------------------------------------- |
| 2009 | Val d'Isère       | 37e Super G 39 Slalom 54e Reuzenslalom                              |
| 2013 | Schladming        | 57e Reuzenslalom DNF1 Slalom                                        |
| 2015 | Vail/Beaver Creek | 22e Combinatie 33e Super G 35e Afdaling 47e Reuzenslalom 53e Slalom |
| 2017 | Sankt Moritz      | 36e Afdaling 38e Super G 57e Reuzenslalom DNS2 Combinatie           |

### Olympische Spelen
| Jaar | Plaats      | Resultaten                                                               |
| ---- | ----------- | ------------------------------------------------------------------------ |
| 2006 | Turijn      | 30e Combinatie                                                           |
| 2010 | Vancouver   | 28e Supercombinatie 34e Afdaling 35e Super G 41e Slalom DNF Reuzenslalom |
| 2014 | Sotsji      | 34e Afdaling 42e Reuzenslalom DNF1 Slalom DNF1 Supercombinatie           |
| 2018 | Pyeongchang | 25e Afdaling 39e Super G DNF1 Reuzenslalom DNF1 Combinatie               |